# ممارسة اجتماعية
هذه المادة هي عن الممارسة الاجتماعية كنظرية نفسية طفيفة. لا ينبغي الخلط بينه وبين نظرية الممارسة.
للاطلاع على الوسط الفني للممارسة الاجتماعية، انظر الممارسة الاجتماعية (المادة 10).
الممارسة الاجتماعية هي نظرية داخل علم النفس تسعى إلى تحديد الصلة بين الممارسة والسياق في الحالات الاجتماعية. والممارسة الاجتماعية، التي يجري التشديد عليها بوصفها التزاما بالتغيير، تحدث في شكلين: النشاط والتقصي. والممارسة الاجتماعية، التي كثيرا ما تطبق في سياق التنمية البشرية، تنطوي على إنتاج المعرفة وتنظير وتحليل الممارسات المؤسسية وممارسات التدخل على السواء.

## خلفية في علم النفس
من خلال البحث، سعت سيلفيا سكريبنر إلى فهم وخلق حياة كريمة لجميع الناس بغض النظر عن الموقع الجغرافي والعرق والجنس والطبقة الاجتماعية. وباستخدام الأبحاث الميدانية الأنثروبولوجية والتجريب النفسي، حاولت سكريبنر أن تتعمق في الأداء العقلي البشري وخلقه من خلال الممارسة الاجتماعية في بيئات مجتمعية وثقافية مختلفة. ولذلك، فقد كانت تهدف إلى تفعيل الإصلاح الاجتماعي والتنمية المجتمعية من خلال توجه أخلاقي يراعي التفاعل بين الظروف التاريخية والمجتمعية في مختلف البيئات المؤسسية وبين الأداء الاجتماعي والعقلي والتنمية البشرية.

## الممارسة الاجتماعية كنشاط
وتنطوي الممارسة الاجتماعية على المشاركة مع المجتمعات المحلية ذات الاهتمام من خلال إقامة علاقة بين الممارسين والمجتمع المحلي حيث لا يزال هناك تركيز على مهارات الناس ومعارفهم وفهمهم في حياتهم الخاصة والعائلية والمجتمعية والعملية. في هذا مقاربة إلى ممارسة اجتماعيّة، استعملت نشاط لتغير اجتماعيّة دون جدول الأعمال البحثيّة.
تقترح نظرية النشاط استخدام نظام من المشاركين يعملون على تحقيق هدف أو هدف يحدث شكلاً من أشكال التغيير أو التحول في المجتمع.

## الممارسة الاجتماعية كتحقيق
وفي إطار البحوث، تهدف الممارسة الاجتماعية إلى إدماج الفرد مع بيئته المحيطة، مع تقييم مدى ارتباط السياق والثقافة بالأفعال والممارسات المشتركة للفرد. وكما أن الممارسة الاجتماعية هي نشاط بحد ذاته، فإن التحقيق يركز على كيفية حدوث النشاط الاجتماعي ويحدد أسبابه ونتائجه الرئيسية. وقد قيل إن البحوث تُطوَّر كنظرية محددة للممارسة الاجتماعية لا تُعرَّف أغراض البحث من خلالها بالنماذج الفلسفية بل بالتزامات الباحثين بأشكال محددة من العمل الاجتماعي.

## مجالات الاهتمام

### التعليم
في مجال التعليم، تشير الممارسة الاجتماعية إلى استخدام التفاعل بين البالغين والأطفال من أجل الملاحظة من أجل اقتراح النوايا وقياس ردود فعل الآخرين. في ظل الممارسة الاجتماعية، يُنظر إلى محو الأمية على أنه بعد رئيسي من أبعاد تجديد المجتمع المحلي وجزء من أجندة التعلم الأوسع مدى. وعلى وجه الخصوص، يعتبر محو الأمية مجالاً للتعليم من أجل إدخال الممارسة الاجتماعية من خلال اللغة الاجتماعية والهوية الاجتماعية. ووفقا للممارسة الاجتماعية في مجال التعليم، فإن الإلمام بالقراءة والكتابة والحساب هما قدرات معقدة وليست مجرد مجموعة من المهارات الأساسية. وعلاوة على ذلك، من المرجح أن يطور المتعلمون الكبار المعرفة والمهارات والفهم ويحفظونها إذا ما نظرهمها في مشاكلهم وتحدياتهم الخاصة. وتركز منظورات الممارسة الاجتماعية على محو الأمية المحلية وكيفية تأثر ممارسات محو الأمية بالأوضاع والفئات التي تتفاعل حول المطبوعات.

### الأدب
كما يدرس الأدب مرارا وتكرارا في التعليم ونقد في الخطاب، ويعتقد الكثيرون أنه ينبغي أن يكون مجالا للممارسة الاجتماعية كما أنه يثير العاطفة ومناقشة التفاعلات الاجتماعية والظروف الاجتماعية. أولئك الذين يعتقدون أن الأدب يمكن أن يفسر على أنه شكل من أشكال الممارسة الاجتماعية يعتقدون أن الأدب والمجتمع يرتبطان بشكل أساسي ببعضهما البعض. وبذلك، تحاول هذه المؤسسات تعريف ممارسات اجتماعية محددة للأدب وتتقاسم التعبيرات الأدبية على أنها أعمال تتألف من نص ومؤسسة وفرد. عموماً، يصبح الأدب عالماً للتبادل الاجتماعي من خلال الخيال والشعر والسياسة والتاريخ.

### الفن والممارسة الاجتماعية
لا ينبغي الخلط بينه وبين الفن الاجتماعي.
كما تعتبر الممارسة الاجتماعية وسيلة لصنع الفن. جاء فن الممارسة الاجتماعية استجابة لضغط متزايد داخل التعليم الفني للعمل بشكل تعاوني من خلال التنسيقات الاجتماعية والمشاركة من رغبات الفنانين وتطور وسائل الإعلام المتزايد لمشاهدي الفن. «فن الممارسة الاجتماعية» هو مصطلح للأعمال الفنية التي تستخدم المشاركة الاجتماعية كوسيلة أولية، ويشار إليه أيضا بمجموعة من الأسماء المختلفة: الفن المشارك اجتماعيًا، الفن المجتمعي، الفن العام الجديد النوع، الفن التشاركي، الفن التدخلي، والفن التعاوني.
الفنانون الذين يعملون في الممارسة الاجتماعية تطوير المشاريع من خلال الدعوة إلى التعاون مع الأفراد والمجتمعات المحلية والمؤسسات، أو مزيج من هذه، وخلق الفن التشاركي الذي يوجد داخل وخارج معرض التقليدية ونظام المتاحف. الفنانون الذين يعملون في فن الممارسة الاجتماعية يشتركون في إنشاء أعمالهم مع جمهور محدد أو يقترحون تدخلات حاسمة ضمن الأنظمة الاجتماعية القائمة التي تلهم النقاش أو تحفز التبادل الاجتماعي. يركز العمل الفني في الممارسة الاجتماعية على التفاعل بين الجمهور والنظم الاجتماعية والفنان من خلال مواضيع مثل الجماليات والأخلاق والتعاون واللشخص والاستراتيجيات الإعلامية والنشاط الاجتماعي. عنصر التفاعل الاجتماعي يلهم، محركات الأقراص، أو، في بعض الحالات، يكمل المشروع. على الرغم من أن المشاريع قد تتضمن وسائل الإعلام التقليدية، إلا أنها تتحقق في أشكال بصرية أو اجتماعية متنوعة (حسب السياقات المتغيرة والخصائص الديموغرافية للمشاركين) مثل الأداء، والنشاط الاجتماعي، أو تعبئة المجتمعات المحلية نحو هدف مشترك.